# Leptacis transoceanica
Leptacis transoceanica (лат.) — вид платигастроидных наездников из семейства Platygastridae. Юго-Восточная Азия: Индонезия (остроа Сулавеси, Халмахера). Название указывает на тесные отношения с другим видом, то есть L. athos, через Индийский океан.

## Описание
Мелкие перепончатокрылые насекомые (длина 1,1 — 1,5 мм). Отличаются следующими признаками: длина переднего крыла самок в 2,8 раза больше ширины, примерно равна длине тела, со слабым коричневатым оттенком, с густыми и довольно сильными микротрихиями; маргинальные реснички в 0,2 раза больше ширины крыла. Заднее крыло в 12,7 раза длиннее ширины; маргинальные реснички в 0,9 раза больше ширины крыла. Усики самца с многочисленными длинными щетинками, длина которых примерно вдвое превышает ширину члеников. Усики 10-члениковые. Вид был впервые описан в 2008 году датским энтомологом Петером Булем (Peter Neerup Buhl, Дания). Чрезвычайно похож на характерный афротропический вид L. athos Masner, 1960. По-видимому, отличается от этого вида только тем, что антенномеры A3-A4 самцов вместе взятые в 1 и 3 раза длиннее A5 (A3-A4 вместе немного короче A5 у сам ца L. athos), а у самки голова в 1,1 раза шире высоты (у L. athos чуть выше ширины). У одной самки L. transoceanica тело не чёрное, как обычно, а ярко-красновато-коричневое, только брюшко частично затемнено.